# La Felipa
La Felipa es una pedanía española perteneciente al municipio de Chinchilla de Montearagón, en la provincia de Albacete, dentro de la comunidad autónoma de Castilla-La Mancha. Se sitúa a unos 12 km al este de Albacete. 

## Localización
Está situada en un lugar clave, a 12 km de la A-31 (autovía de Alicante), que une Madrid con Alicante, en la carretera CM-332. Se encuentra a menos de 14 km de la capital provincial y, más o menos a la misma distancia de municipios importantes como Valdeganga, Casas de Juan Núñez, Chinchilla de Montearagón, etc.
En el recorrido desde Albacete a La Felipa se pasa junto al Circuito de Albacete y la Cárcel de La Torrecica.

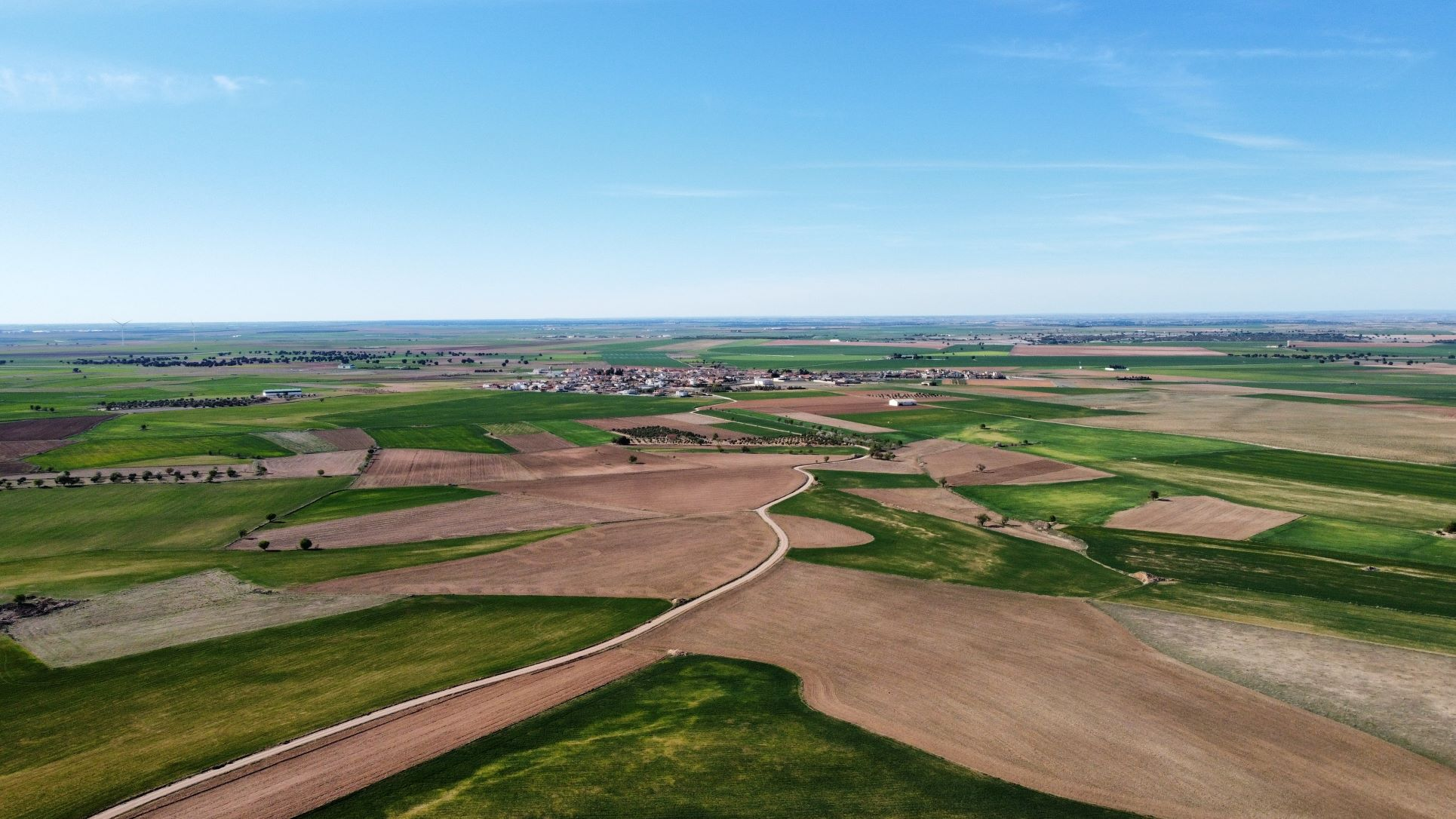
La Felipa y su entorno, desde el sur (Foto: Ginés Herráez)

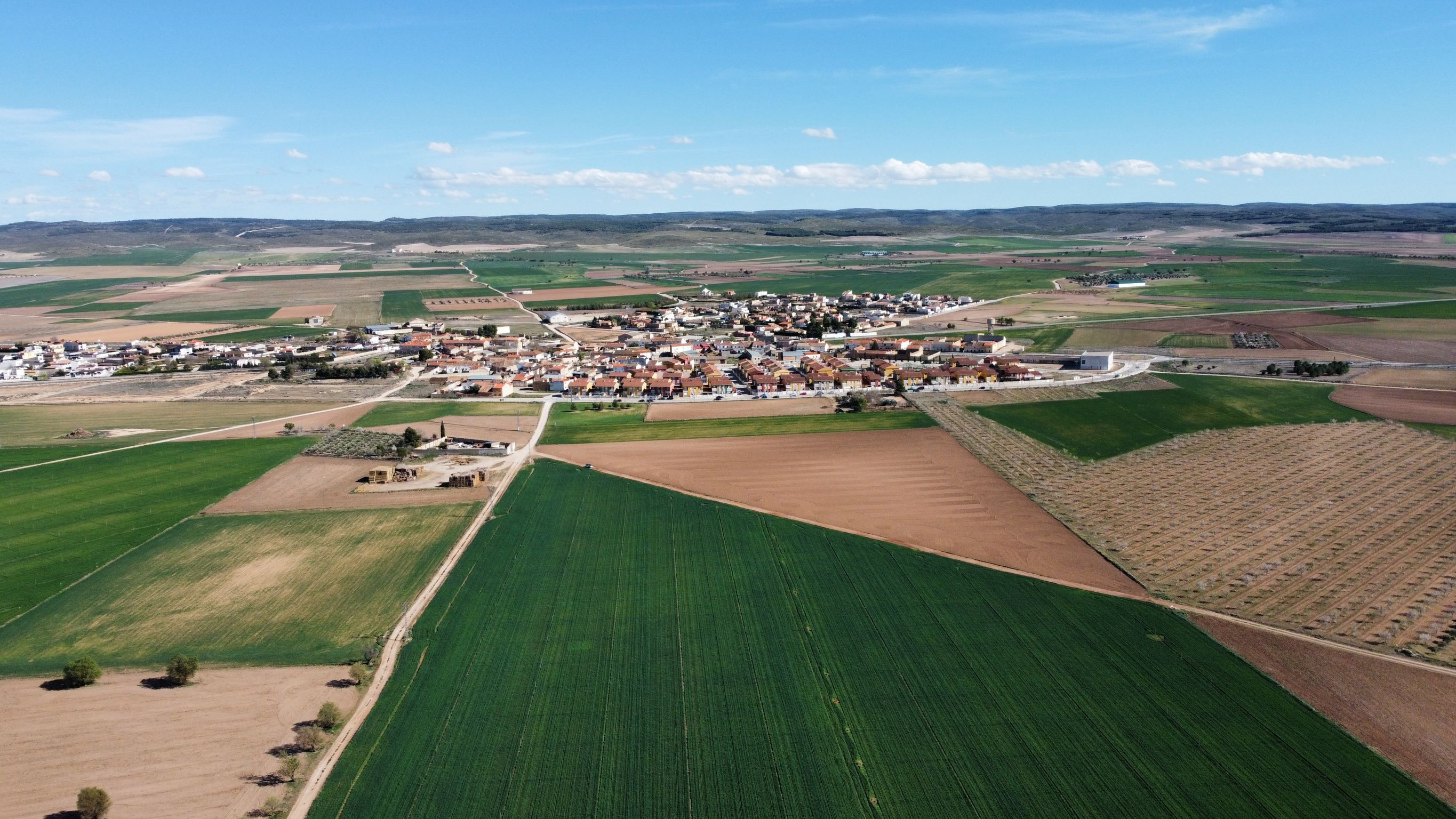
La Felipa, desde el norte. Al fondo la sierra de Chinchilla (Foto: Ginés Herráez)

## Historia
A pesar de que a pocos kilómetros del pueblo hay yacimientos arqueológicos de la Edad del Bronce y del periodo Ibérico (s. VI aC) posiblemente el origen de La Felipa esté vinculado a la trashumancia y a los aljibes y pozos que existían en este punto. La Vereda de la Torrecica es una vía pecuaria que enlaza Albacete con La Felipa y termina como vía pecuaria clasificada en este pueblo, que queda a 7 km de la Cañada Real del Villar de Pozorrubio, antiguo paso de miles de reses trashumantes hacia los pastos de invierno del Reino de Valencia y el campo de Cartagena. Esta vereda continúa hacia la zona de Carcelén (sin clasificar). La existencia hasta hace pocas décadas de aljibes importantes en el centro del pueblo señalan que debió ser un aguadero o abrevadero de uso ganadero.
El diccionario de Pascual Madoz (1847) en su entrada a esta localidad, indica que también se conoce como Los Algibes del Campo, lo que refuerza su importancia como abrevadero. Dice la entrada de Madoz:
FELIPA: aldea conocida también con el nombre de ALGIBES DEL CAMPO en la prov. de Albacete, part. jud. y térm. jurisd. de Chinchilla. Tiene 30 CASAS, y una ermita, en la que celebra los días de precepto, un capellán, al que retribuyen los vecinos con un reducido número de fanegas de grano: sobre esta aldea y su terrazgo, hizo varias fundaciones D. Pablo Gallego, arcipreste de Jorquera, en su testamento otorgado en Villamalea a 22 de octubre de 1522.
A nivel documental, las primeras referencias a esta localidad datan de comienzos del siglo XVI. El 20 de enero de 1517 fundó un mayorazgo Gonzalo de la Plazuela, incluyendo las haciendas de La Felipa y Tinajeros y todas las tierras de la Vega de Carcelén. El lugar aparece también citado en 1522  en el testamento de Pablo Gallego, arcipreste de Jorquera (manuscrito Cebrián). Estas primeras fechas, situadas en el reinado de Carlos I, descartan el origen del topónimo como debido a uno de los reyes Felipe de la dinastía de los Habsburgo, pudiendo tratarse de un antropónimo atribuible a alguna propietaria o vecina llamada Felipa.
En diversos documentos aparece La Felipa como un heredamiento dentro del señorío de Carcelén. Durante siglos, perteneció en régimen feudal a los señores de Carcelén hasta la abolición de los señoríos en el siglo XIX. En los archivos de la Mesta, encontramos una referencia de 1607 en la que se cita como Casa Felipa. Es una autorización para poner en cultivo tierras llecas a Juan Coello (Mesta 262). Ya en el siglo XVIII aparece en varios documentos de Chinchilla (alcabalas y nombramientos de alcaldes pedáneos) AHPAB.
Las casas más al norte de la parte vieja de la aldea reciben el nombre de La Tercia. Esta denominación podría venir de la licencia que el Concejo de la Mesta da a la ciudad de Chinchilla en 1636 para arrendar la tercia parte de su ejido de pastos, en compensación por haber aportado 13.000 ducados para la Guerra de Italia. En la descripción de la mojonera de la tercia se cita que se pusieron mojones de piedra junto a las casas de La Felipa, en el camino que va a Tinajeros, ubicación de la parte de la población conocida como La Tercia (archivos de La Mesta, Ejecutorias y sentencias M75, fol. 70b en adelante). En el Boletín Oficial de la Provincia de Albacete de 13 de enero de 1932 se informa de la venta de un bancal en La Felipa en un paraje llamado Hita de la Tercia (Biblioteca Digital Instituto de Estudios Albacetenses "Don Juan Manuel").
En el Boletín Oficial de la Provincia de Albacete de 4 de diciembre de 1842 aparecen censadas en La Felipa 112 personas, distribuidas del siguiente modo: 27 varones menores de 18 años, 8 varones de 18 a 25 años, 24 varones de más de 25 años y 53 hembras (Biblioteca Digital del Instituto de Estudios Albacetenses "Don Juan Manuel").

## Entorno
La aldea está rodeada por un entorno agrícola de secano. Hasta hace unas décadas fueron importantes los cultivos de legumbres (lentejas, garbanzos), viñas y azafranares, hoy desaparecidos. En la actualidad predominan los cereales de secano; cebada cervecera y caballar, avena, triticale, etc. siendo la cebada el cereal predominante. Próximas al pueblo existen también algunas fincas de regadío. A pequeña escala hay plantaciones de almendros en lindes y ribazos de caminos, aunque se trata de un cultivo en expansión en la zona. Perviven en las cercanías dos dehesas de encinas centenarias, el llamado "monte de arriba" al oeste del pueblo y el "monte de abajo" hacia el noreste, desde este último, una suave vaguada, llamada el Vallejo de las Yeguas, comunica esta dehesa con la Casa del Monte. Estas dehesas son los restos de una superficie arbolada que fue mucho mayor. Al norte, en la Casa del Monte encontramos una zona de vegetación mediterránea con chaparrales, encinas dispersas, coscojas, atochares, romerales, etc. y hacia el sur, a pocos km. las colinas y vallejos de la Sierra de Chinchilla, vestidas de matorrales mediterráneos con gran abundancia de esparto y plantas aromáticas y medicinales como romero, espliego, salvia, tomillo, etc. En esta sierra hay también diversas repoblaciones de pino carrasco.
En el paisaje agrícola que circunda La Felipa perviven manifestaciones de la arquitectura humilde del campo, casillas, en su mayoría en ruinas y cucos. Algunos de los cucos más conocidos son el Cuco de Gil, el Cuco de Casimiro o el Cuco de Miriñaque, todos ellos en el campo y empleados antiguamente como refugio temporal de labradores y pastores. Otros se construían en los caseríos y se usaban como cuadras y pajares, uno de estos, con dos plantas, es el que existe en la cercana aldea de Puertollano. Las abundancia de piedra acumulada en los majanos ha proporcionado suficiente materia prima para todas estas construcciones. Esta piedra es el resultado del despedregado de los bancales. La escasez de agua en la zona propició que se construyeran numerosos aljibes, hoy en día abandonados y en desuso.

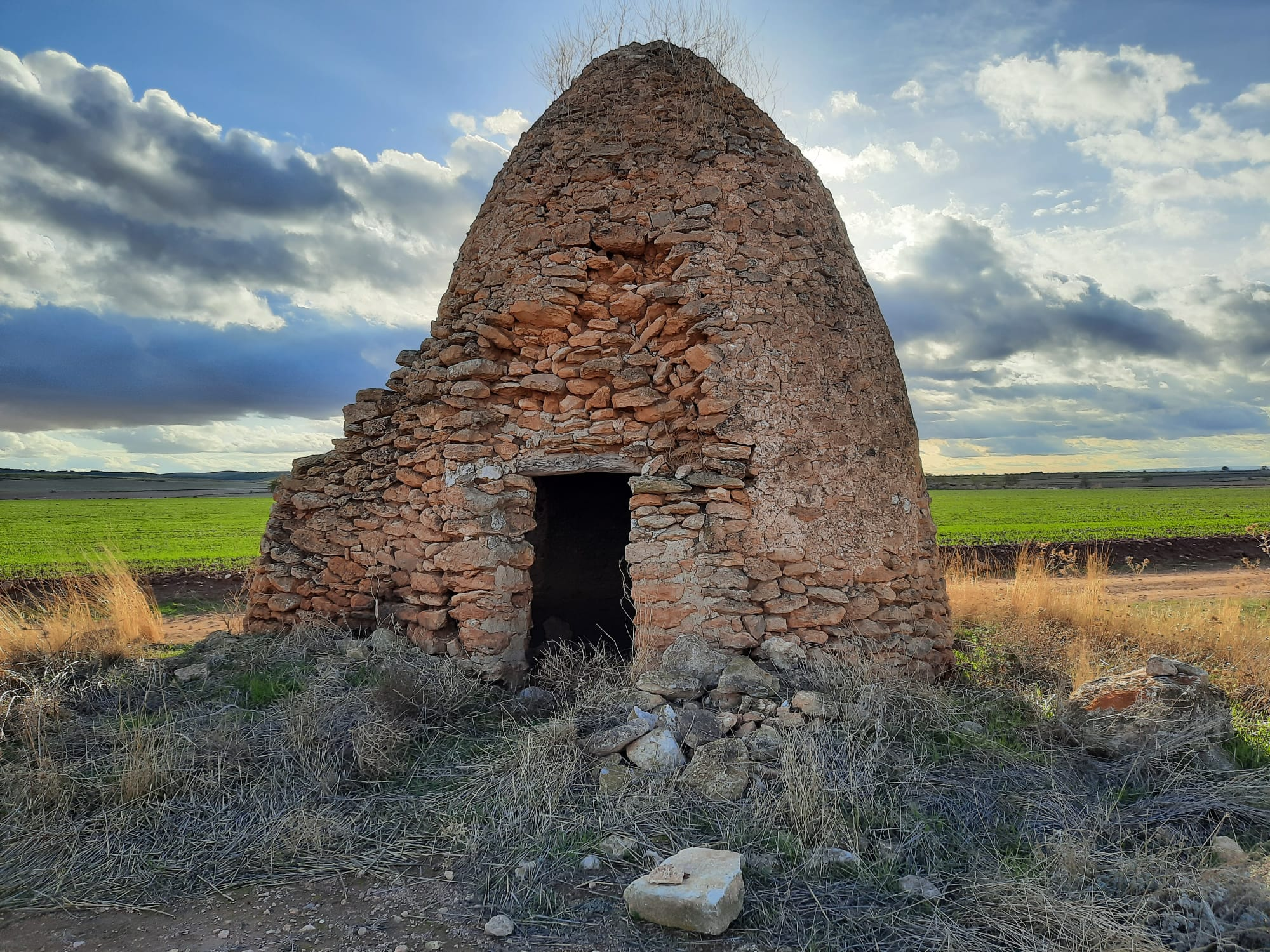
Cuco de Casimiro, La Felipa (foto: Ángela Gómez)

Además de la agricultura, la ganadería ha sido y sigue siendo una actividad económica muy importante, con la existencia de ganado lanar y cabrío, que aprovechaban las rastrojeras y otros pastos. Aunque hasta hace unas décadas fueron muy importantes, apenas quedan caballerías en la aldea.
Desde el comienzo del siglo XXI, la cercanía a la ciudad de Albacete ha transformado este pueblo agrícola y ganadero en una localidad residencial, con la incorporación de numerosos vecinos que han revitalizado el pueblo y establecido su vivienda en La Felipa, en las nuevas urbanizaciones construidas alrededor del núcleo original. 

## Morfología del casco urbano
Esta población se encuentra en un terreno prácticamente llano. Al norte de la carretera CM-332, que atraviesa el núcleo urbano, se desarrolla la mayor parte del pueblo, siendo sus calles de tipo irregular, no siguen ninguna pauta y dan lugar a manzanas de diversas formas y tamaños. También existen numerosos callejones y algunas plazas o plazuelas o zonas de mayor amplitud formadas a consecuencia del encuentro de los viales por el ensanchamiento de los mismos. Se nota la ausencia de un centro claro, tanto como geográfico como social.

## Dotaciones y equipamientos
La localidad dispone de guardería, aula matinal, comedor y un colegio, "Nuestra Señora del Rosario" perteneciente al CRA (colegio rural agrupado) de Valdeganga que consta de varias aulas, despacho de profesores y gimnasio.
Exteriormente el colegio cuenta con una pista polideportiva vallada. Teléfono del colegio 967 262069.
El número de alumnos es creciente,  en el curso 2022-23 hay matriculados 50 alumnos repartidos en 2 niveles de infantil y 3 niveles de primaria con 5 profesores fijos  más un número variable de profesores itinerantes.
Se realizan actividades de todo tipo, incluso tienen su propio gallinero y huerto exterior.
El equipamiento más relevante de La Felipa, es su Centro Social, un edificio bioclimático, que cuenta con auditorio, biblioteca, despachos, sala de ordenadores y sala de exposiciones. Sin duda un lugar amplio y completo para albergar todo tipo de eventos y actividades. En este centro se ubica así mismo el consultorio médico (967 262048), cuyo horario es de lunes a viernes de 8 a 10 de la mañana. El médico pasa consulta en este centro los días lunes, martes y jueves. El ATS los lunes, miércoles y viernes. 
El cementerio de la localidad se sitúa apenas a un km. en la carretera de Valdeganga.
La Felipa cuenta con instalaciones deportivas y de ocio, como son una pista polideportiva con iluminación y piscina municipal con 500 m² de zona verde. Junto a la piscina están las pistas de pádel, gestionadas a través de la app Play Reserva.
El pueblo cuenta con un bar, No Tardes, situado en la carretera y una pequeña tienda junto al parque.

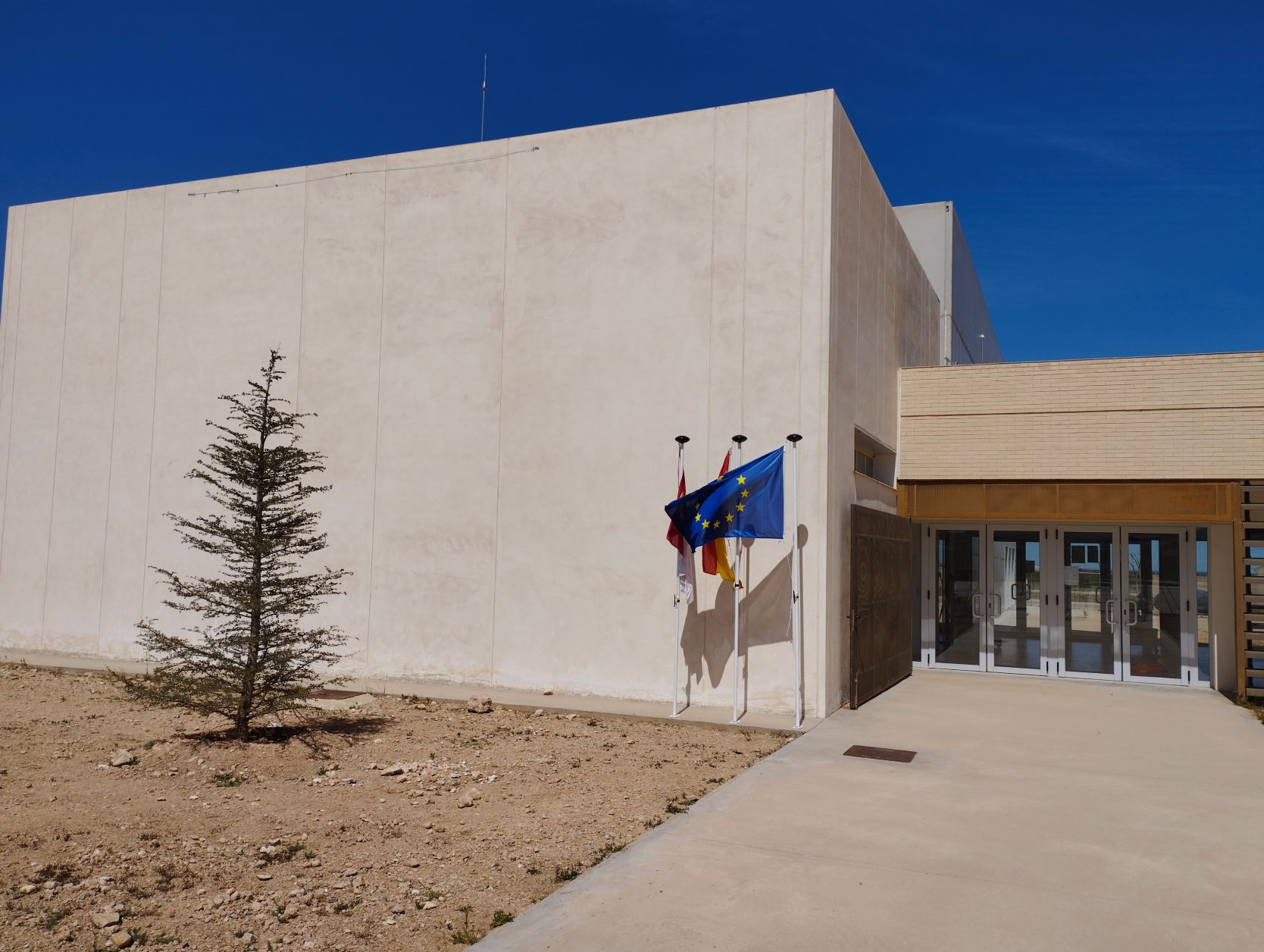
Centro Social La Felipa (foto: Rocío Gómez)

## Zonas verdes y espacios libres
- Parque dotado con zona de juegos infantiles, pista y aparatos para ejercicio físico.
- Existen otras dos zonas verdes en las urbanizaciones Montesol y Las Fuentes.
- Hay otra gran zona verde entre el pueblo y la urbanización Puerta de la Luz.

## Iglesia y festejos
El templo está revestido de piedra hasta la espadaña, con campana. 
Las fiestas se hacen en honor a San Isidro y a la Virgen de la Purísima. La Misa se celebra un día a la semana, el domingo a las 13:00 horas.

## Abastecimiento de agua
El pueblo se abastece de un pozo situado a 650 metros al norte, del cual se extrae unos 10 l/s. Esta agua se va almacenando en un depósito de unos 80 metros cúbicos, situado al sudoeste del pueblo. De ahí se distribuye a toda la población. No hay hidrantes y únicamente se encuentran las bocas de riego en las nuevas urbanizaciones.
Las aguas residuales se conducen a una depuradora situada a un par de kilómetros del pueblo.

## Transporte
Existe una ruta entre Albacete-La Felipa y viceversa.